# 今川彦五郎
今川 彦五郎（いまがわ ひこごろう）は、戦国時代の人物。今川氏親の子で、今川氏輝の弟。当主である氏輝と同日に死亡したという異様な出来事が記録に残されているにもかかわらず、不明な点の多い人物である。氏輝・彦五郎兄弟の死は、今川義元・玄広恵探兄弟による今川家を二分した内乱（花倉の乱）へとつながる。「瀬名氏系図」には実名を今川氏辰（いまがわ うじとき）とする記載がある。

## その死
今川彦五郎に関する生前の記録はない。名が史料に現れるのはその死に際してである。
甲斐国の武田氏家臣・駒井政武が残した『高白斎記』や、冷泉為和の歌集などによると、天文5年（1536年）3月17日、今川家当主である兄・氏輝と同日に彦五郎は急死した。

## 彦五郎をめぐる謎

### 彦五郎という名をめぐって
中世の今川氏では本項の彦五郎のほか、今川範忠（本項彦五郎の曾祖父）、今川義忠（範忠の子、彦五郎の祖父）、今川氏親（義忠の子、彦五郎の父）、今川氏輝（氏親の子、彦五郎と義元の兄弟）、今川義元（氏親の子、氏輝と彦五郎の兄弟）の花倉の乱後、今川氏真（義元の子）が彦五郎を名乗った（彼らについては当該記事を参照）。
兄・氏輝の通称は「五郎」である。五郎あるいは彦五郎は、今川家歴代の後継者が名乗る通称とみなされており、本項の彦五郎も氏輝の後継者に擬せられていた可能性が生じる。ただし、今川氏には嫡男である五郎（今川範豊）の同母弟の名前が彦五郎（今川範忠）であった先例が存在しており、その例に倣った可能性もある。

### 史料の残存状況をめぐって
今川家側の史料に彦五郎の名を記したものはなく、『今川記』『今川氏系図』には彦五郎の記載はない。彦五郎に関する史料は、いずれも今川家以外の人物によって記されたものである。大永6年（1526年）に行われた今川氏親の葬儀には「今川氏親公葬記」という詳細な記録が残されているが、彦五郎が出席して記録に残されてしかるべき状況にも名はない。こうした不可解な状況から、今川義元が家督継承後に記録を書き換え、彦五郎の存在を抹消したという推測さえある。
彦五郎の死後に寿桂尼だけでなく、義元の子である氏真も彦五郎の菩提を弔っていることを裏付ける判物が伝えられている（永禄11年3月10日付円良寺宛氏真判物:「円良寺文書」所収/『戦国遺文』今川氏編2186号）。

## 「氏輝の弟・彦五郎」をめぐる解釈

### 「今川氏親公葬記」における不在
彦五郎を永正14年（1517年）かつ恵探の誕生後に生まれた嫡出の2番目の男子（三男）とする説を唱える黒田基樹は、恵探・彦五郎・義元は本来元服前で出席しない立場であるが、恵探と義元は既に出家して公的身分を得ていたために出席を許されたと推測している。彦五郎を大永2年（1522年）頃に生まれた氏親の末子（四男）とする説を唱える大石泰史は、彦五郎はまだ幼少で父親の葬儀に出席できなかったと推測している。彦五郎を永正17年（1520年）頃に生まれたとする浅倉直美も大石と同様の見解を採る。

### 系譜上の位置
史料には、彦五郎は氏輝の弟と記載されている。彦五郎の生母を明記した史料はないが、彦五郎が後継者として考えられていることから、氏輝と同じく寿桂尼と推定されている。従来は彦五郎を次男とするのが通説であった。
しかし、『蠧簡集残篇』所収「今川系図」に玄広恵探を次男と明記されていることから異説が出されるようになった。この系図を天文年間後期の作成と評価した黒田基樹は彦五郎は恵探の弟、すなわち三男であるとする説を唱えている。一方、大石泰史は太原雪斎の三十三回忌の際に作成された「護国禅師三十三回忌香語写」の記述より義元が三男と確定出来るため、彦五郎は恵探・義元2人の弟、すなわち四男であるとする説を唱えている。
また、これまでも氏輝が生来病弱であったため、不測の事態があった場合の後継者として「彦五郎」の名を与え、出家をさせずに駿府で育てていたと言われてきたが、黒田・大石・浅倉らはもう一歩論を進めて、義元は実は側室の子で彦五郎が正室・寿桂尼の2番目の男子であるとする可能性を唱えている。

## 「氏輝の弟・彦五郎」に対する異説
「今川氏輝の弟・彦五郎」は実在しないという説もある。彦五郎は氏輝（五郎）のことであり、他国に兄弟であるかのように誤って伝聞されたという。
真珠院（静岡市清水区）などの寺伝では「彦四郎」と記録されていることから、この人物の名は彦四郎ではないかという説もあるが、『為和卿記』や『高白斎記』などの当時の史料が「彦五郎」としていることから、誤記と推定される。